# Viktor Vlasov
Viktor Petrovič Vlasov (in russo Виктор Петрович Власов?; Mosca, 1º settembre 1925 – Mosca, 11 agosto 2002) è stato un cestista sovietico.

## Carriera
Con l'Unione Sovietica ha disputato i Giochi olimpici di Helsinki 1952 e tre edizioni dei Campionati europei (1951, 1953, 1955).